# Tokugawa Ieshige
Tokugawa Ieshige (徳川 家重 (Đức Xuyên Gia Trọng)  28 tháng 1 năm 1712 – 13 tháng 7 năm 1761) là vị Tướng Quân thứ 9 của Mạc phủ Tokugawa tại Nhật Bản.
Ông là con trai cả của Tướng Quân Tokugawa Yoshimune, mẹ của ông là Okubo Tadanao, được biết đến với tên Osuma no kata. Tên thời nhỏ của ông là Nagatomi-maru. Ông đã trải qua lễ genpuku (nguyên phục) vào năm 1725. Người vợ đầu của ông, Nami-no-miya Masako là con gái Công chúa Fushimi-no-miya Kuninaga (伏見宮 邦永親王, Phục Kiến Cung Bang Vĩnh Thân vương). Người vợ thứ hai của ông, Okō no Kata là con gái của một trong số các cận thần triều đình đã đi theo Công chúa từ Hoàng cung đến phủ Tướng Quân tại Edo. Người vợ thứ hiền thục này là mẫu thân của Ieharu, người sẽ kế vị Ieshige sau này.
Ieshige bị bệnh tật kinh niên và có khiếm khuyết nghiêm trọng về khả năng nói. Việc Yoshimune chọn Ieshige là người kế vị ông đã gây nên tranh cãi lớn trong gia tộc Mạc phủ khi những người em của ông như Tokugawa Munetake và Tokugawa Munetada tỏ ra là những ứng cử viên phù hợp hơn. Yoshimune tuy vậy vẫn kiên quyết với quyết định của ông, vốn chịu ảnh hưởng của nguyên tắc trưởng nam kế vị trong Khổng giáo; và Ieshige vẫn tiếp tục giữ vai trò là người lãnh đạo tối cao chính thức của Mạc phủ. Yoshimune đã cố vấn công việc cai trị sau khi ông chính thức thoái vị vào năm 1745. Sự quan tâm này được trù tính là để bảo đảm rằng Ieshige được an toàn trong vai trò của mình. Ieshige giữ vai trò Tướng Quân cho đến năm 1760.
Lãnh đạm trong các công việc cai trị, Ieshige đẩy tất cả các quyết định cho thị tòng Ooka Tadamitsu (1709–1760). Ông chính thức thoái vị năm 1760 và nhận tước hiệu Ōgosho, chọn người con trai đầu là Tokugawa Ieharu làm Tướng Quân thứ 10 và qua đời một năm sau đó.
Người con trai thứ hai của Ieshige là Tokugawa Shigeyoshi trở thành người sáng lập dòng tộc Tokugawa Shimizu, cùng với Tayasu và Hitotsubashi (do các em trai của Ieshige thành lập) trở thành gosankyō (ngự tam khanh), ba nhánh kế vị dự phòng của gia tộc Tokugawa trong trường hợp Tướng Quân của nhánh chính không có hậu duệ kế vị. Họ gia nhập gosanke (ngự tam gia), là ba nhánh kế vị dự phòng lớn hơn của gia tộc.
Thời kỳ cai trị của Ieshige bị lu mờ bởi tham nhũng, các thảm họa thiên nhiên, nạn đói và sự nổi lên của tầng lớp thương nhân, và cách ứng xử không tốt của ông đã làm suy yếu rất nhiều quyền lực của gia tộc Tokugawa.

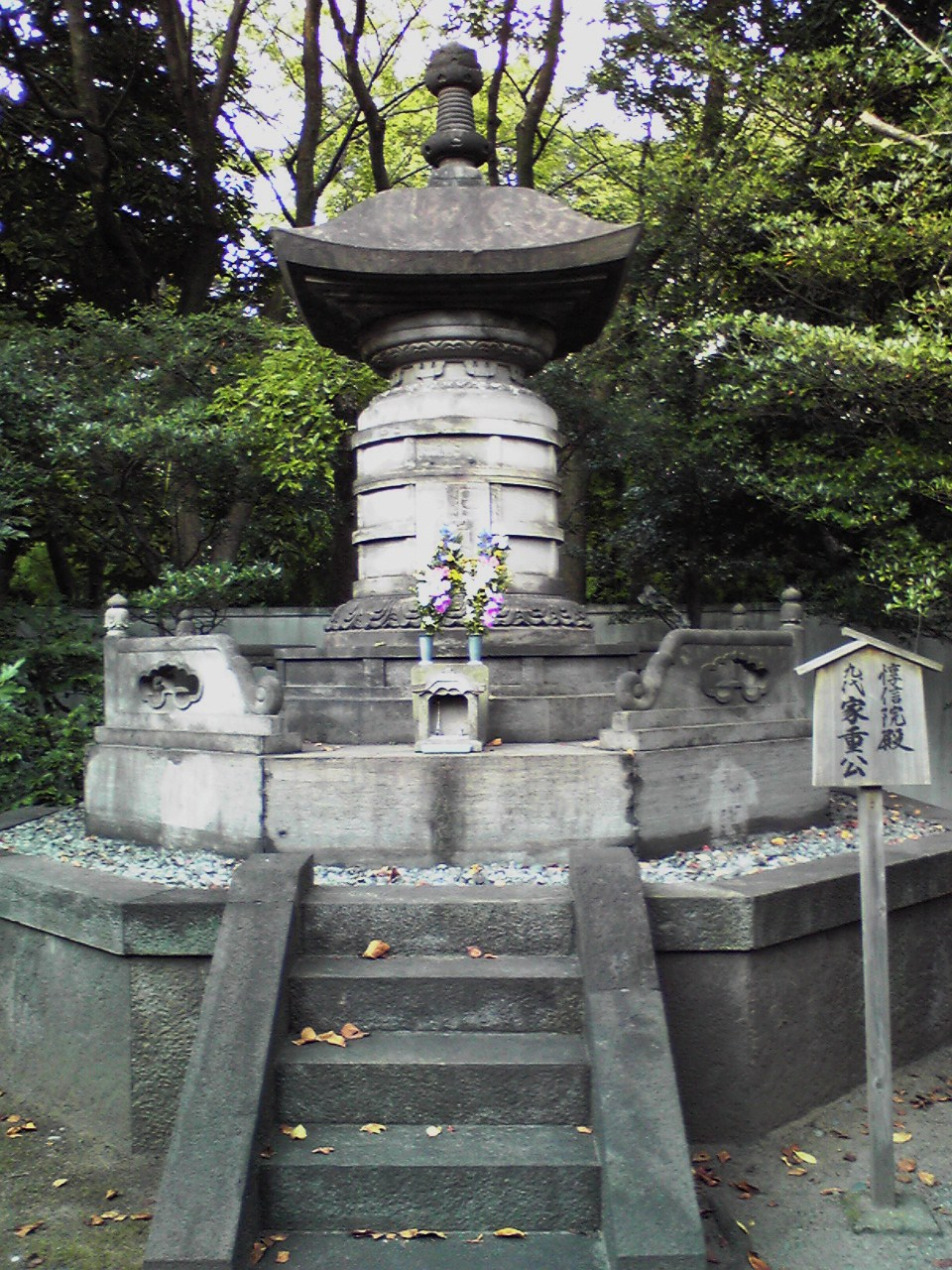
Đài tưởng niệm Ieshige tạiZōjō-ji (Tăng Thượng tự).

Ieshige qua đời năm 1761. Thụy hiệu sau khi mất của ông là Junshin-in; và phần mộ của ông được đặt tại lăng của gia tộc Tokugawa tại Zōjō-ji thuộc Shiba. Phần mộ còn lại của ông đã bị khai quật và khiên cứu khoa học trong khoảng thời gian 1958 - 1960. Cuộc điều tra này phát hiện răng của ông bị cong và bị biến dạng, qua đó đã chứng thực các giải thuyết về khả năng nói có khiếm khuyết của ông.

## Niên đại thời kỳ Ieshige cai trị
Những năm Ieshige làm Tướng Quân có hơn một niên hiệu nengō.
- Enkyō (延享, Diên Hưởng) (1744–1748)
- Kan'en (寛延, Khoan Diên) (1748–1751)
- Hōreki (宝暦, Bảo Lịch) (1751–1764)